# Kanton Sainte-Geneviève-sur-Argence
Kanton Sainte-Geneviève-sur-Argence (francouzsky Canton de Sainte-Geneviève-sur-Argence) je francouzský kanton v departementu Aveyron v regionu Midi-Pyrénées. Tvoří ho sedm obcí.

## Obce kantonu
- Alpuech
- Cantoin
- Graissac
- Lacalm
- Sainte-Geneviève-sur-Argence
- La Terrisse
- Vitrac-en-Viadène